# Metro w Oslo
Metro w Oslo (norw. T-banen i Oslo) – system kolei podziemnej w stolicy Norwegii (przy czym większość stacji poza centrum miasta znajduje się na powierzchni ziemi). Operatorem metra jest Sporveien T-banen. Po Sztokholmie, Helsinkach i Petersburgu jest jednym z najdalej na północ wysuniętych systemów metra na świecie. Sieć metra złożona jest z 5 linii o łącznej długości 85 km i 101 stacji (z czego 17 jest pod ziemią). Wszystkie linie łączą się we Wspólnym Tunelu (Fellestunnelen) w centrum. W 2015 roku metro przewiozło ponad 94 miliony pasażerów.

## Historia
Dzieje metra w Oslo sięgają roku 1854, kiedy to otwarto najstarszą linię kolejową w Norwegii Hovedbanen, do miasta Eidsvoll przez dolinę Groruddalen. W 1872 roku otwarto linię Drammenbanen przechodzącą przez zachodnie Oslo, a w 1879 roku linię Østfoldbanen przecinającą dzielnicę Nordstrand, oferując ograniczone usługi kolejowe do tych części miasta. W roku 1898 otwarto podmiejską linię tramwajową Holmenkollbanen, która połączyła stacje Majorstuen z Holmenkollen. W roku 1916 trasa linii została wydłużona do Tryvann, z czego ostatni fragment od Frognerseteren jest wykorzystywany tylko przez pociągi towarowe.
Pierwsza część szybkiego transportu miejskiego została uruchomiona w 1912 roku linia Ekeberg. Mając ten sam rozstaw szyn co trasa Holmenkollen, miała łączyć się z nią przez tunel tramwajowy biegnący pod miastem, jednak z powodów finansowych pomysł zarzucono. Metro oficjalnie otwarto 22 maja 1966 roku, kiedy otwarto fragment Wspólnego Tunelu między stacjami Brynseng i Jernbanetorget. W październiku otwarto fragment linii Grorud (linia 4 i 5) do stacji o tej samej nazwie. Linia Østensjø została połączona z systemem metra rok później, kiedy to wydłużono ją do stacji Skullerud.

## Linie
| Linia | Stacje końcowe                             | Linie                                                       | Stacje |
| ----- | ------------------------------------------ | ----------------------------------------------------------- | ------ |
| 1     | Frogneseteren ↔ Helsfyr (↔ Bergkrystallen) | Linia Holmenkollen, Linia Lambertseter                      | 35     |
| 2     | Østerås ↔ Ellingsrudåsen                   | Linia Røa, Linia Furuset                                    | 26     |
| 3     | Kolsås ↔ Mortensrud                        | Linia Kolsås, Linia Østensjø                                | 34     |
| 4     | Vestli ↔ Bergkrystallen                    | Linia Grorud, Linia Løren, T-Baneringen, Linia Lambertseter | 37     |
| 5     | Sognsvann ↔ Vestli                         | Linia Sognsvanns, T-Baneringen, Linia Grorud                | 43     |

Metro działa we wszystkich 15 gminach Oslo, a także ma połączenie z pobliską gminą Bærum. Wszystkie pięć linii przechodzi przez Wspólny Tunel w centrum miasta. Fragment linii 4 i 5 pełni rolę kolei obwodowej w śródmieściu. Pociągi jeżdżą zazwyczaj pomiędzy 5 rano (6 rano w weekendy) a 1 w nocy.

## Stacje

### Linia 1
| Linia 1: Frognerseteren – Stortinget – Helsfyr (– Bergkrystallen) |
| Frognerseteren • Voksenåsen • Lillevann • Skogen • Voksenlia • Holmenkollen • Besserud • Midtstuen • Skådalen • Vettakollen • Gulleråsen • Gråkammen • Slemdal • Ris • Gaustad • Vinderen • Steinerud • Frøen • Majorstuen • Nationaltheatret • Stortinget • Jernbanetorget • Grønland • Tøyen • Ensjø • Helsfyr • (Brynseng • Høyenhall • Manglerud • Ryen • Brattlikollen • Karlsrud • Lambertseter • Munkelia • Bergkrystallen) |

### Linia 2
| Linia 2: Østerås – Stortinget – Ellingsrudåsen |
| Østerås • Lijordet • Eiksmarka • Ekraveien • Røa • Hovseter • Holmen • Makrellbekken • Smestad • Borgen • Majorstuen • Nationaltheatret • Stortinget • Jernbanetorget • Grønland • Tøyen • Ensjø • Helsfyr • Brynseng • Hellerud • Tveita • Haugerud • Trosterud • Lindeberg • Furuset • Ellingsrudåsen |

### Linia 3
| Linia 3: Kolsås – Stortinget – Mortensrud |
| Kolsås • Hauger • Gjettum • Valler • Avløs • Haslum • Gjønnes • Bekkestua • Ringstabekk • Jar • Bjørnsletta • Åsjordet • Ullernåsen • Montebello • Smestad • Borgen • Majorstuen • Nationaltheatret • Stortinget • Jernbanetorget • Grønland • Tøyen • Ensjø • Helsfyr • Brynseng • Hellerud • Godlia • Skøyenåsen • Oppsal • Ulsrud • Bøler • Bogerud • Skullerud • Mortensrud |

### Linia 4
| Linia 4: Vestli – Storo – Stortinget – Bergkrystallen |
| Vestli • Stovner • Rommen • Romsås • Grorud • Ammerud • Kalbakken • Rødtvet • Veitvet • Linderud • Vollebekk • Risløkka • Økern • Løren • Sinsen • Storo • Nydalen • Ullevål stadion • Forskningsparken • Blindern • Majorstuen • Nationaltheatret • Stortinget • Jernbanetorget • Grønland • Tøyen • Ensjø • Helsfyr • Brynseng • Høyenhall • Manglerud • Ryen • Brattlikollen • Karlsrud • Lambertseter • Munkelia • Bergkrystallen |

### Linia 5
| Linia 5: Sognsvann – Stortinget – Storo – Stortinget – Vestli |
| Sognsvann • Kringsjå • Holstein • Østhorn • Tåsen • Berg • Ullevål stadion • Forskningsparken • Blindern • Majorstuen • Nationaltheatret • Stortinget • Jernbanetorget • Grønland • Tøyen • Carl Berners plass • Sinsen • Storo • Nydalen • Ullevål stadion • Forskningsparken • Blindern • Majorstuen • Nationaltheatret • Stortinget • Jernbanetorget • Grønland • Tøyen • Carl Berners plass • Hasle • Økern • Risløkka • Vollebekk • Linderud • Veitvet • Rødtvet • Kalbakken • Ammerud • Grorud • Romsås • Rommen • Stovner • Vestli |

## Tabor

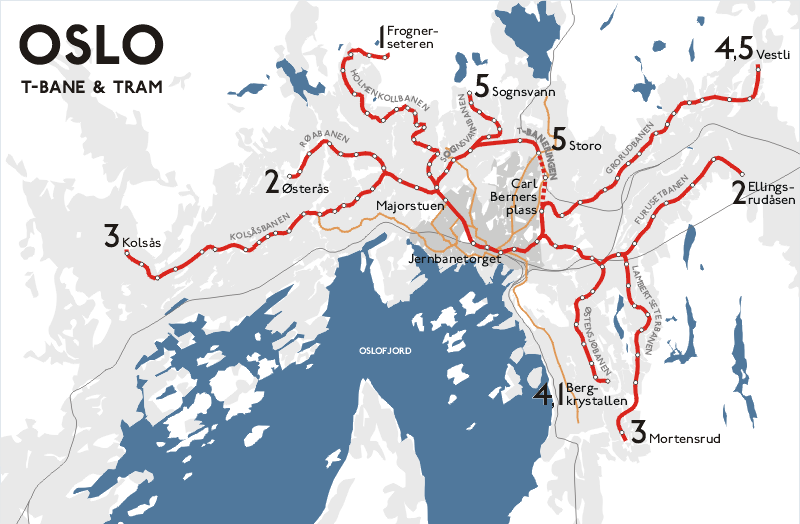
Mapa linii metra i linii tramwajowych oraz głównych linii kolejowych w Oslo

Metro w Oslo obsługuje 115 pojazdów typu MX3000. Pojazdy te zostały zamówione w 2003 roku, w 2006 roku dostarczono 83 wagony. W 2010 roku zamówiono kolejne 32 sztuki, które dostarczono dwa lata później.

## Zajezdnie
Metro w Oslo ma cztery zajezdnie (Vognhall):
- Avløs, otwarta w roku 1925,
- Etterstad,
- Majorstuen, otwarta w roku 1894,
- Ryen, otwarta w roku 1964.